# Східно-центральна частина штату Ріу-Гранді-ду-Сул (мезорегіон)
Східно-центральна частина штату Ріу-Гранді-ду-Сул (порт. Mesorregião do Centro Oriental Rio-Grandense) — адміністративно-статистичний мезорегіон в Бразилії, входить у штат Ріу-Гранді-ду-Сул. Населення становить 775 276 чоловік на 2005 рік. Займає площу 17 192,037 км². Густота населення — 45,1 чол./км².

## Склад мезорегіону
В мезорегіон входять такі мікрорегіони:
1. Кашуейра-ду-Сул
2. Лажеаду-Естрела
3. Санта-Крус-ду-Сул

| Бразилія | Це незавершена стаття з географії Бразилії. Ви можете допомогти проєкту, виправивши або дописавши її. |